# Седуновщина
 Седуновщина — деревня в Кировской области. Входит в состав муниципального образования «Город Киров»

## География
Расположена на расстоянии примерно 9 км по прямой на юг-юго-запад от железнодорожного вокзала станции Киров.

## История
Известна с 1671 года как починок Васильевской с 1 двором, в 1764 54 жителя, в 1802 году 13 дворов. В 1873 году здесь (деревня  Васильевская или Седуновшина) дворов 11 и жителей 91, в 1905 17 и 75, в 1926 (Седуновщина или Васильевская) 17 и 84, в 1950 11 и 60, в 1989 20 жителей. Настоящее название утвердилось с 1939 года. Административно подчиняется Ленинскому району города Киров.

## Население
Постоянное население составляло 10 человек (русские 100%) в 2002 году, 17 в 2010.